# Новозаганское сельское поселение
Се́льское поселе́ние «Новозаганское» (бур. Шэнэ Заганын hомон) — муниципальное образование в Мухоршибирском районе Бурятии Российской Федерации.
Административный центр — село Новый Заган.

## История
Статус и границы сельского поселения установлены Законом Республики Бурятия от 31 декабря 2004 года № 985-III «Об установлении границ, образовании и наделении статусом муниципальных образований в Республике Бурятия»

## Население
| 2002  | 2011  | 2012  | 2013  | 2014  | 2015  | 2016  |
| ----- | ----- | ----- | ----- | ----- | ----- | ----- |
| 2114  | ↗2134 | ↘2086 | ↘2074 | ↗2094 | ↘2086 | ↘2062 |
| 2017  | 2018  | 2019  | 2020  | 2021  | 2023  | 2024  |
| ↘2037 | ↗2067 | ↗2072 | ↘2042 | ↗2089 | ↘2057 | ↘2047 |

## Состав сельского поселения
| № | Населённый пункт | Тип населённого пункта       | Население |
| - | ---------------- | ---------------------------- | --------- |
| 1 | Новый Заган      | село, административный центр | ↘1553     |
| 2 | Старый Заган     | село                         | ↘312      |